# Benkelman
Benkelman è un comune degli Stati Uniti d'America, situato in Nebraska, nella contea di Dundy, della quale è il capoluogo.